# 関未代策
関 未代策（せき みよさく、1895年6月26日 - 1974年3月8日）は、日本の経済学者。日本経済団体連合会の設立など、戦後の経済再建に重要な役割を果した。

## 来歴
1917年、明治大学政治経済学部卒業。在学中は雄弁会幹事長を務めていた。朝日新聞社に入る。1920年のワシントン会議では、緒方竹虎等と共に特派員に選出されたが、直前の急病により断念することとなった。
1925年に、母校からの要請により、朝日新聞社から明治大学に転じた。同商学部助教授に就任すると同時にパリ大学に留学。1927年に帰国し、政治経済学部助教授、1930年に同教授、1942年に「東洋思想と仏蘭西経済学」で、経済学博士の学位を取得。
1942年、大政翼賛会に転じ、経済部長に就任。その後、政府により商工組合中央会が設立され、伍堂卓雄（政治家、商工大臣や日本商工会議所会頭等を歴任）が会長、関は翼賛会から転じ、専務理事に就任した。
第二次大戦後は経済再建に向け、当時、軍需大臣、商工大臣を歴任していた中島知久平の内意を受け、関は国内の経済団体の集約を企図することとなり、経済団体連合会の発足に至った。旧来の経済4団体から、植村甲午郎、郷司造平、船田中及び関の4名が出向し、常務理事に就任。また、幣原内閣では、商工省参与にも就任し、経済再建に奔走したが、GHQによる公職追放を受けることとなった。
パージ解除後は明治大学に復帰し、1969年に定年、名誉教授となり、和光大学教授を務めた。門下に中村賢一郎がいる。

## 著書
- 『経済史講義案』日本木版印刷出版部 1927
- 『欧洲経済史論』文雅堂 1928
- 『輓近仏国に於ける経済学説 社会主義と個人主義』文明協会ライブラリ 1928
- 『ケネー伝』明大学会 1932
- 『現代雄弁十講』東邦書院 1934
- 『経済学史講義』明治大学出版部 1934-35
- 『経済史概説』文雅堂 1936
- 『東洋思想と仏蘭西経済学』文雅堂 1943
- 『経済史』文雅堂書店 1956
- 『経済社会思想史』文雅堂書店 1957
- 『F.ケーネー 生涯と思想』文雅堂銀行研究社 1973

### 共著
- 『経済学』春日井薫共著 文雅堂書店 1957
- 『西洋商業史』新井福雄共著 文雅堂銀行研究社 1964

### 翻訳
- アーサー・ヂエ・ペンテイ『ギルド社會主義の立塲』精文館書店 1920
- エム・ディー・ペトレ『十字街に立てるデモクラシー』精文館書店 1920
- 『コッサ経済学史』巌松堂書店 1930
- 王孝通『支那商業史』大東出版社 支那文化史大系 1940

## 論文
- <関未代策